# Anoplophora wusheana
Anoplophora wusheana là một loài bọ cánh cứng trong họ Cerambycidae.